# 128 Nemeza
128 Nemeza (mednarodno ime 128 Nemesis, starogrško Νέμεσις: Némesis) je asteroid tipa C v glavnem asteroidnem pasu. Pripada družini asteroidov Nemeza.
Nemeza je tudi ime domnevne Sončeve spremljevalke, zvezde Nemeza.

## Odkritje
Asteroid je 25. novembra 1872 odkril James Craig Watson (1838–1880).. Poimenovan je po Nemezi, boginji maščevanja iz grške mitologije.

## Značilnosti
Asteroid Nemeza obkroži Sonce v 4,56 letih. Njegova tirnica ima izsrednost 0,127, nagnjena pa je za 6,254° proti ekliptiki. Njegov premer je 188,2 km, okrog svoje osi se zavrti v 39 urah.
Ima zelo temno površino, verjetno ga sestavljajo preproste ogljikove spojine.